# ケヴィン・ローチ
ケヴィン・ローチ（Kevin Roche、1922年6月14日 - 2019年3月1日）は、アメリカ合衆国の建築家。

## 生涯

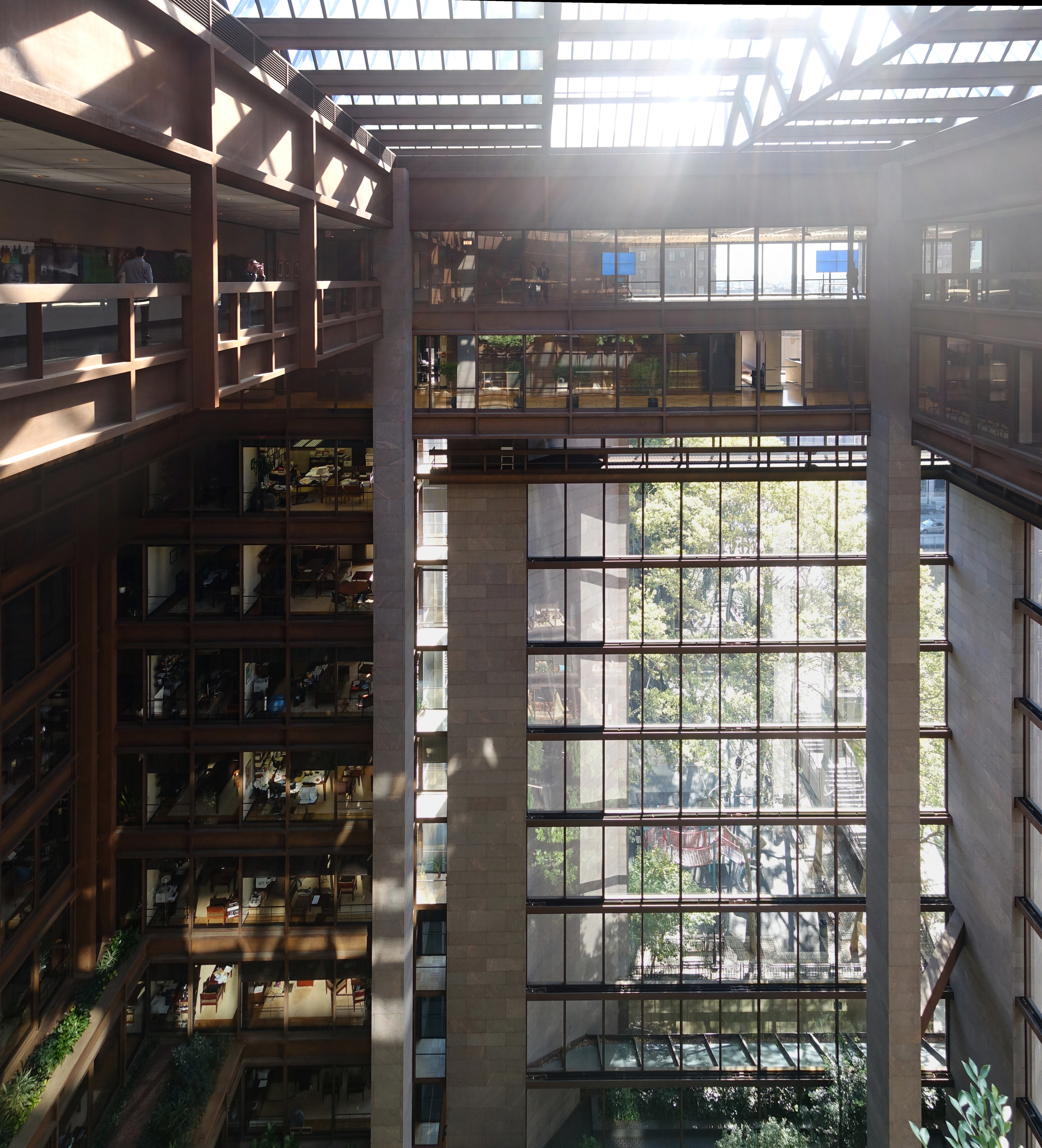
フォード財団ビル

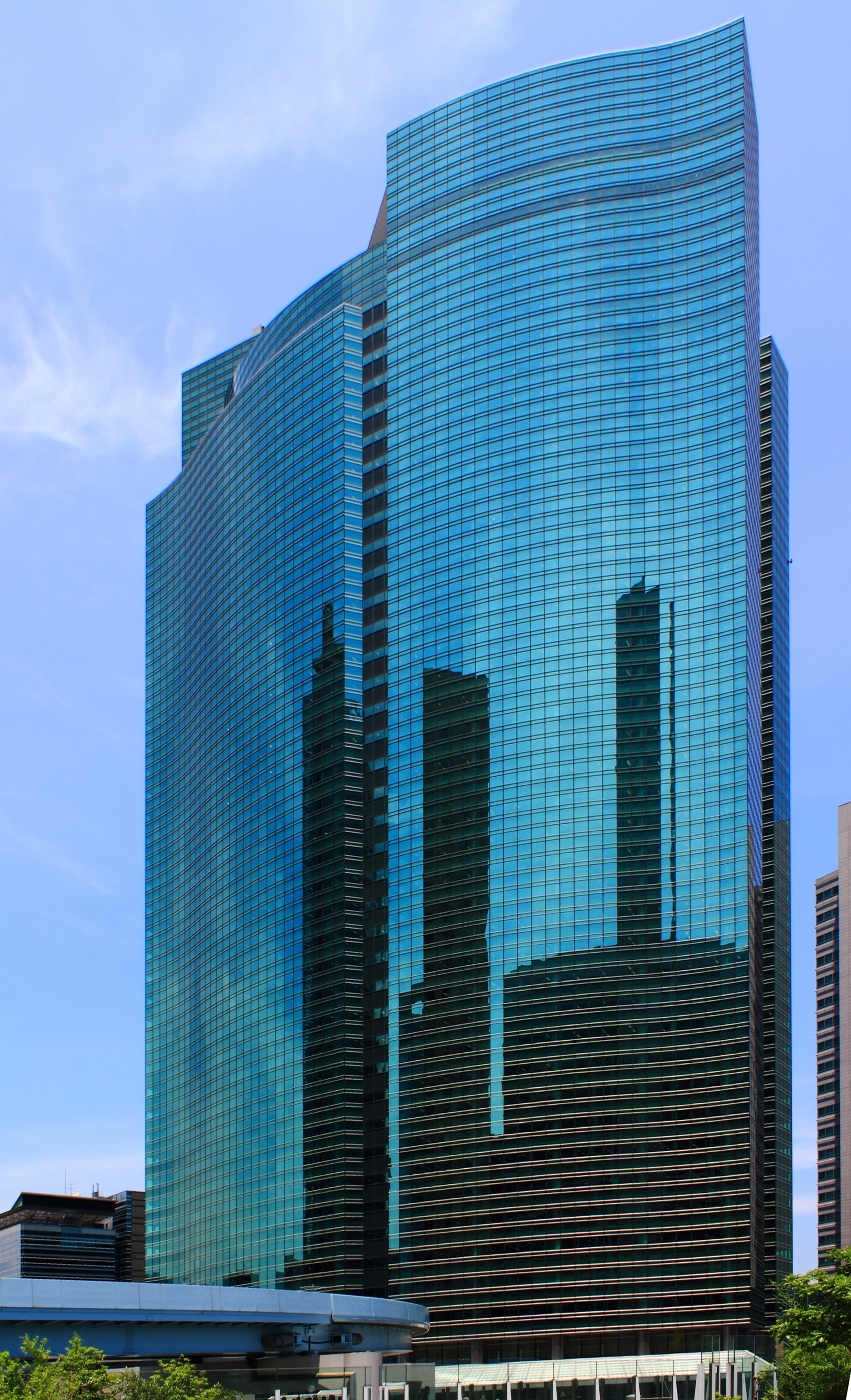
汐留シティセンター

アイルランド人でダブリンに生まれる。20世紀後半のアメリカにおける大手建築設計事務所「ケヴィン・ローチ・ジョン・ディンケルー・アンド・アソシエイツ」の創業者であり、ガラスを使用した創造的な建築で有名。
アイルランド国立大学のユニバーシティ・カレッジ・ダブリンを卒業したローチは、1948年アイルランドを去りアメリカ合衆国に移民した。イリノイ工科大学に入学しミース・ファン・デル・ローエの下で学んだが、学費が足らず中退。国連本部設計のドラフトマンの職を得て働いた後、同僚の口利きによりエーロ・サーリネンの下で働いた。サーリネンが1961年に没すると、ローチはサーリネンが未完成のまま残した10個の大プロジェクトを完成させる。その中にはサーリネンの代表作であるセントルイスのゲートウェイ・アーチ、ジョン・F・ケネディ国際空港にある表現主義的なTWAターミナルビル (TWAフライトセンター)、ワシントン・ダレス国際空港、厳密なモダニズム建築であるイリノイ州モリーンのディア・アンド・カンパニー本社ビル、ニューヨーク市のCBS本社ビルなどがある。
1966年、ローチは技術者のジョン・ディンケルー（John Dinkeloo）とパートナーシップを組み、コネチカット州ハムデンに建築設計事務所「ローチ・アンド・ディンケルー」を設立した。彼らの最初の大きな仕事はコンクリートによる建物、カリフォルニア州のオークランド博物館（Oakland Museum of California）であった。1969年に完成した博物館は、美術館・歴史博物館・自然博物館に使用される三つの建物が、屋上庭園とテラス、中庭、池などで一つに統合されるという構造だった。彼らはその他、ニューヘイブンのベテランズ・メモリアル・コロシアムなどを設計している。
ディンケルーは1981年に死去し、パートナーシップは解消された。ローチは1982年にプリツカー賞を受賞し、1993年にAIAゴールドメダルを受賞している。
2019年3月1日、コネチカット州ギルフォードで死去。96歳没。

## 主な作品
- 1966年　オークランド博物館（Oakland Museum of California）、カリフォルニア州オークランド
- 1967年　リチャード・C・リー高校、コネチカット州ニューヘイブン
- 1967年　フォード財団ビル、ニューヨーク市（12階分の高さの、緑に覆われたアトリウムがある）
- 1969年　コロンブス騎士会本部ビルディング（Knights of Columbus Building）、コネチカット州ニューヘイブン
- 1969年　コロンバス郵便局、インディアナ州コロンバス
- 1969年　エトナ生命・損害保険会社コンピューター棟、コネチカット州ハートフォード
- 1971年　パワー・センター・フォー・ザ・パフォーミング・アーツ、ミシガン大学、ミシガン州アナーバー
- 1972年　ニューヘイブン・コロシアム（New Haven Coliseum）、コネチカット州ニューヘイブン
- 1973年　ウェズリアン大学芸術センター、コネチカット州ミドルタウン
- 1974年　マサチューセッツ大学美術センター、マサチューセッツ州アマースト
- 1974年　カレッジ生命保険会社本社ビル、インディアナ州インディアナポリス
- 1975年　UNプラザ、ニューヨーク
- 1978年　ディア・カンパニー西棟、イリノイ州モリーン
- 1981年　ボルチモア国立水族館、メリーランド州ボルチモア
- クインシー・マーケット近代化事業、ボストン
- ロチェスター工科大学の多くの施設、ニューヨーク州ロチェスター
- ネイションズバンク・ビル（現在のバンク・オブ・アメリカ・プラザビル）、ジョージア州アトランタ
- 1995年　DNタワー21、東京
- 1997年　汐留シティセンター、東京